# Lisia Góra (gemeente)
De gemeente Lisia Góra is een landgemeente in het Poolse woiwodschap Klein-Polen, in powiat Tarnowski.
De zetel van de gemeente is in Lisia Góra.
Op 30 juni 2004 telde de gemeente 13 596 inwoners.

## Oppervlakte gegevens
In 2002 bedroeg de totale oppervlakte van gemeente Lisia Góra 105,4 km², waarvan:
- agrarisch gebied: 76%
- bossen: 13%

De gemeente beslaat 7,44% van de totale oppervlakte van de powiat.

## Demografie
Stand op 30 juni 2004:
| Omschrijving                   | Totaal | Totaal | Vrouwen | Vrouwen | Mannen | Mannen |
| ------------------------------ | ------ | ------ | ------- | ------- | ------ | ------ |
| eenheid                        | aantal | %      | aantal  | %       | aantal | %      |
| inwoners                       | 13 596 | 100    | 6881    | 50,6    | 6715   | 49,4   |
| bevolkingsdichtheid (inw./km²) | 129    | 129    | 65,3    | 65,3    | 63,7   | 63,7   |

In 2002 bedroeg het gemiddelde inkomen per inwoner 1303,19 zł.

## Administratieve plaatsen (sołectwo)
Breń, Brzozówka, Kobierzyn, Lisia Góra, Łukowa, Nowa Jastrząbka, Nowe Żukowice, Pawęzów, Stare Żukowice, Śmigno, Zaczarnie.

## Aangrenzende gemeenten
Czarna, Dąbrowa Tarnówska, Radgoszcz, Tarnów, Tarnów, Żabno